# Ораціо Джентілескі
Ора́ціо Джентіле́скі (італ. Orazio Gentileschi; 9 липня 1563, Піза — 11 вересня, 1639, Лондон) — італійський художник доби раннього бароко. Батько художниці Артемізії Джентілескі.

## Життєпис
Ораціо Джентілескі народився в Пізі у 1563 році в сім'ї флорентійського художника Джованні Баттіста Ломі. В 1576 році відправляється в Рим до папи Григорія XIII. Там він розпочав навчання в майстерні свого дядька, що працював у манері флорентійського маньєризму.
Перші важливі замовлення Ораціо почав отримувати під час понтифікату Сікста V, в тому числі для Ватиканської бібліотеки.
Кар'єра Ораціо як художника до 40 років розвивалась повільно. Тільки в першому десятилітті XVII століття після знайомства з Караваджо та його творчістю, кар'єра Ораціо зазнала значних змін. 
У своїх роботах художник поєднує стиль Караваджо з побудовою композиції та кольоровістю тосканської школи. 

## Праця в Римі
Під час правління Сікста V Рим став сприйнятливим місцем для митців різних культурних походжень. До Риму приїждали художники з різних регіонів у пошуках нових можливостей та задля встановлення своєї репутації в світі живопису. Ораціо Джентілескі також був серед них.
Перший час його робота здебільшого полягала в розписі фігур у декоративних схемах інших художників та у декоруванні церков, серед котрих були сцена Третього Латеранського собору. У ній прослідковується стиль, який вкорінений в тосканському живописі: живий, але ще не зрілий. Сан-Джованні ін Латерано, базиліка Санта Марія Маджоре, Сан Ніколо у в'язниці, Санта Марія делла Паче. Серед світських споруд — декор у палаці Роспільйозі та у Квіринальському палаці.

## Перехід у табір караваджистів

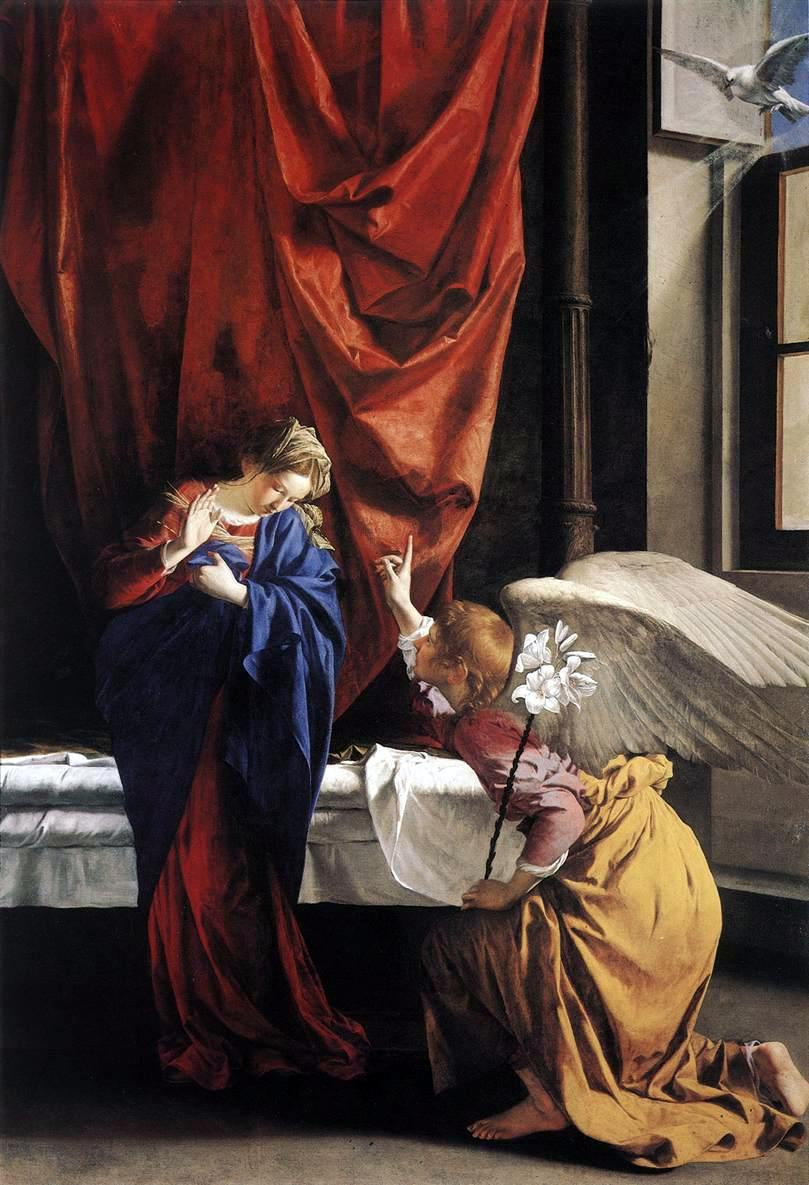
Ораціо Джентілескі. «Благовіщення», бл. 1623 р.

У другій половині XVI століття теоретики починають стверджувати, що аби бути хорошим художником, потрібно не просто імітувати великих майстрів, а наслідувати природу, шукаючи таким чином історичну правду. Це твердження закладає в живописі інтерес до природи та стає основою для натуралізму Карраччі та показного реалізму Караваджо.
Знайомство Ораціо з творчістю Караваджо відбулося у 1600 році, коли в церкві Сан-Луїджї-деї-Франчезі були представлені його роботи «Покликання апостола Матвія» та «Мучеництво святого Матвія». Полотна Караваджо з їх сценічною композиції, театральним освітленням та сміливою світлотіню продемонстрували м'якість та штучність традиційного італійського живопису.
Стиль Караваджо дуже вплинув на Ораціо, і в 40-річному віці він змінює свій стиль і починає працювати над своїми караваджиськими роботами.
Джентілескі починає дотримуватися світлотіні Караваджо, розробляє варіанти його сюжетів (музиканти), навіть використовує схожі з Караваджо кольори чи деталі його картин (червоні кольори, червоні завіси тощо).
Завдяки записам з судового процесу над Тассі, збереглись деталі студійної практики Джентілескі. Наслідуючи прикладу Караваджо, художник часто малював беспосередньо з моделей. Один зі свідків судового процесу, Джованні Моллі, 73-річний паломник з Палермо, зазначив що він позував для деяких робіт Ораціо. 
Після втечі Караваджо з Риму в 1606 р., Ораціо стає найвідомішим художником-натуралістом у місті. Він розробив більш особистий тосканський ліризм, який характеризується світлішими кольорами та точністю в деталях, що нагадує його маньєристські початки.

## Два судові позови
У серпні 1603 року  заздрісник молодого Караваджо художник Джованні Бальйоне  подав судовий позов на Караваджо та його прибічників за образливі вірші на нього. На суді були присутні сам Караваджо, Оттавіо Леоні, Ораціо Джентілескі, Філіп Трізеньї. Метою Бальйоне було знеславити Караваджо і ту нову гілку римського бароко, котру і уособлювали Караваджо та прихильники його художніх знахідок. Згодом судові протоколи того часу стануть вартісними історичними документами, де йшлося про важливі розбіжності у художніх манерах і навіть свідомості митців, ніде більше не зафіксованих у документах. Адже Караваджо не вів щоденників, не писав листів друзям і не хотів бути ні історіографом, ні теоретиком мистецтв. Навпаки, міць друкованого слова вже відчув Джованні Бальйоне і пізніше створить ганебну біографію Караваджо у власних життєписах римських митців. Це була запізня помста заздрісника, що не простив своєму колезі ні сміливих вільностей у картинах, ні небезпечних вільностей у поведінці. Це, однак, не завадило Бальйоне використати художні знахідки Караваджо у власних картинах.
Другий судовий позов відбувся у 1611 році, коли 17-річну доньку Орація, Артемізію Джентілескі  зґвалтував колишній колега її батька Агостіно Тассі. Після ганьби Артемізії в Римі, вона була  поспішно видана заміж батьком і поїхав жити до Флоренції де розпочала власну мистецьку кар'єру. Ораціо залишився в Римі та продовжував роботу у стилі Караваджо, поки не виїхав до Генуї в 1623 році. 

## Праця в Генуї
Єдиним першоджерелом про діяльність Джентілескі з 1621 по 1624 є записи місцевого історика Рафаелло Сопрані. Він повідомляє, що у 1621 році Джовані Антоніо Сауллі, син дожа Лоренцо Сауллі перебуваючи у Римі, відвідав студію Ораціо Джентілескі і був дуже вражений його роботам. Він запропоновує художнику переїхати до Генуї і той погоджується. 
Ймовірно, що запрошення Сауллі вирішило багато професійних та особистих труднощів художника, якому на той момент було майже шістдесят років. Гіркий епізод зґвалтування Артемізії привів Джентілескі до роботи в регіоні. 
Враховуючи те, що правляча аристократія була дуже заможною та схильною до меценацтва, Генуя стала привабливим місцем роботи для художника. 
У Генуї  також працював брат Ораціо Ауреліо Ломі, який також отримував замовлення від родини Сауллі. Під патронажем Джовані Антоніо Сауллі, Джентілескі малює свої генуйські роботи: «Каяття Марії Магдалини», «Даная в очікуванні бога Зевса», «Лот і його доньки». Слава цих робіт спонукала інших генуезьких дворян робити замовлення у Джентілескі. 
Марк Антоніо Доріа наймає художника для оздоблення стель фресками у своєму казино в Сан-П'єр-д'Арена. Також Сопрані згадує дві інші олійні картини, виконані Ораціо в Генуї, і обидві були надіслані за кордон: перша картина- Благовіщення для герцога Савойського, друга робота була виконана для Марії Медічі, у результаті художник був запрошений у Францію. 

## Відвідини Франції і праця у Англії
У другій половині 1624 року Джентілескі разом із трьома  синами відбув у Париж, де працював по замовам французької королеви Марії Медічі, італійки з Флоренції за походженням. Праця в Парижі тривала лише два роки. Від цього періоду зберігся твір «Алегорія громадського добробуту» з жіночою фігурою, котрий використовували як плафон у королівському Люксембурзькому палаці.
1624 року Джентілескі разом із трьома синами переїхав у Англію. Він працював по замовам впливового фаворита англійського короля Джорджа Вільєрса, 1-го герцога Бекінгемського. Герцог якраз закінчував будівництво нового власного палацу у Лондоні, для котрого і замовив художній плафон на стелю «Аполлон і музи». Довіра герцога Бекінгема стала для італійського художника перепусткою для праці на користь англійського короля. Політичне убивство герцога Бекінгема не вплинуло погано на стан справ художника, що почав працювати для короля. Були помітні декотрі художні зміни у створенні картин для англійського короля, обумовлені невідповідністю простонародних персонажів смакам королеви Генрієтти (головної замовниці художника) та британських аристократів.
Барокова стилістика творів Ораціо Джентілескі  погано укладалась у вимоги аристократичного мистецтва, типовим представником котрого був той же Антоніс ван Дейк. Помітного впливу творче надбання Ораціо Джентілескі на художню практику у Англії не мало, на відміну від впливів того ж Антоніса ван Дейка на формування у Британії естетики офіційного парадного портрета.

## Смерть
Ораціо Джентілескі помер у Лондоні у лютому 1639 року. Поховання відбулося у каплиці Сомерсет Хаус.

## Вибрані твори, перелік
- «Лютнистка»
- «Даная в очікуванні бога Зевса»
- «Давид з головою Голіафа»
- «Благовіщення»
- «Амур і Псизея»
- «Юдиф з головою Олоферна»
- «Донька фараона знайшла малюка Мойсея»
- «Мадонна з немовлям у пейзажі»
- «Св. Цецилія і янгол»
- «Св. Христофор у пейзажі»
- «Юдиф і служанка з відрубаною головою Олоферна»
- «Мадонна з немовлям і св. Франческа Римська»
- «Марія Магдалина в пустелі»
- «Екстаз св. Франциска»
- «Стігмати св. Франциска Ассізького»
- «Йосип Прекрасний нехтує залицяннями дружини Потіфара»
- «Відпочинок Св. Родини на шляху до Єгипту»
- «Св. Єронім»
- «Музикантка зі скрипкою»
- «Алегорія громадського добробуту» (інша назва — «Щасливе суспільство, яке перемогло нещастя»)

## Галерея, побутовий і міфологічний жанри

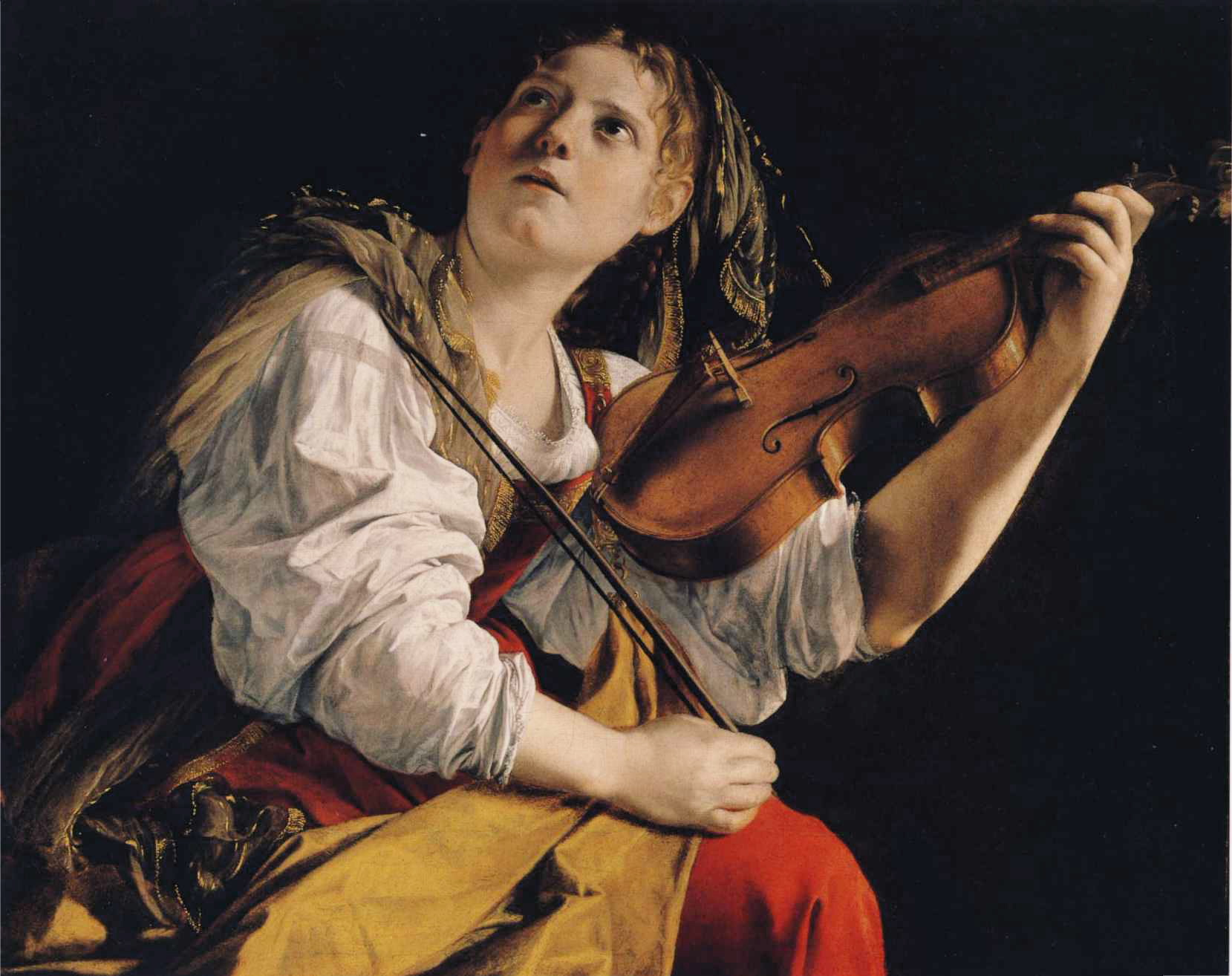
Ораціо Джентілескі. «Музикантка зі скрипкою», бл. 1612 р., Детройтський художній інститут, США

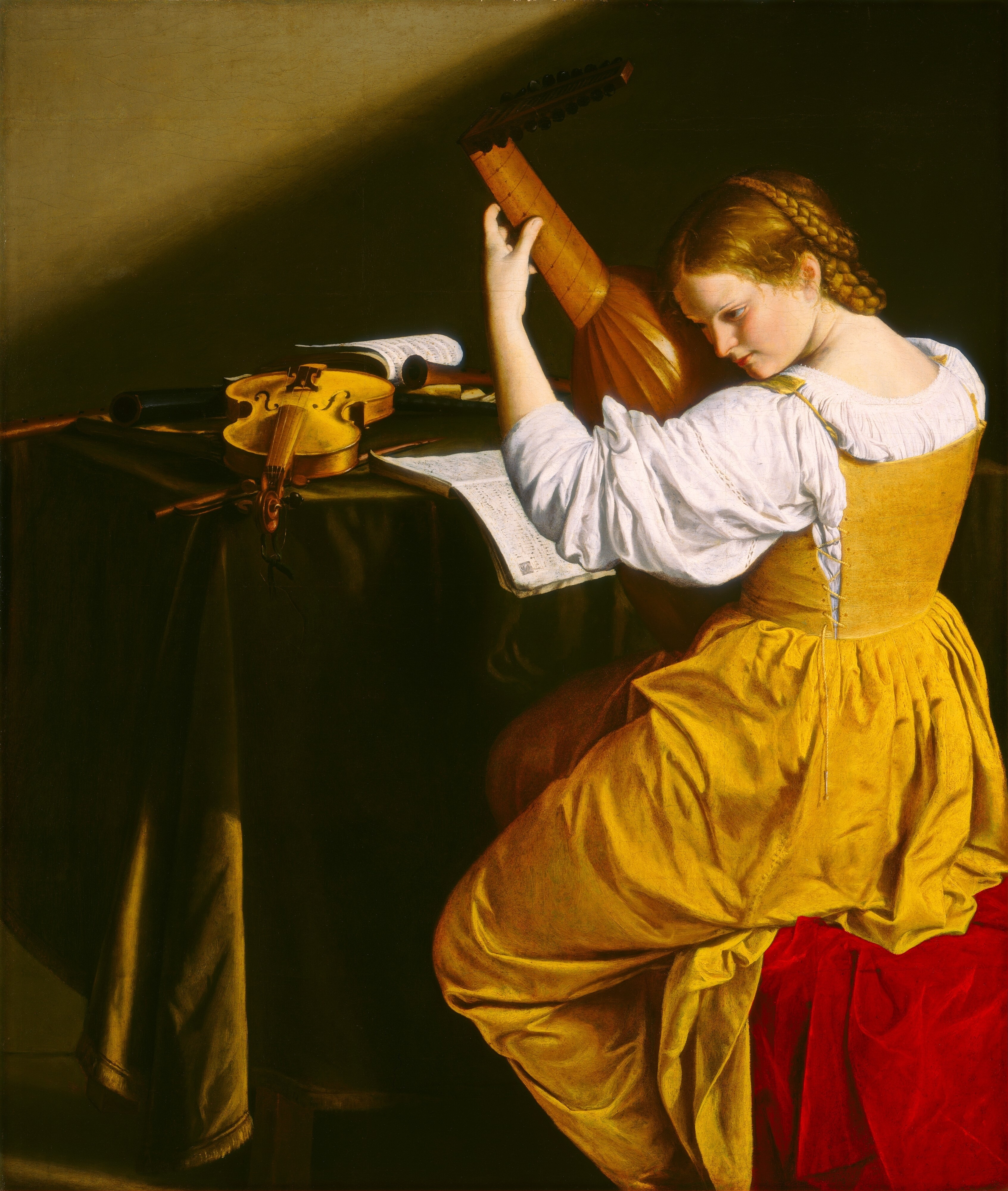
Ораціо Джентілескі. «Лютнистка»,до 1620 р.,  Національна галерея мистецтва, Вашингтон
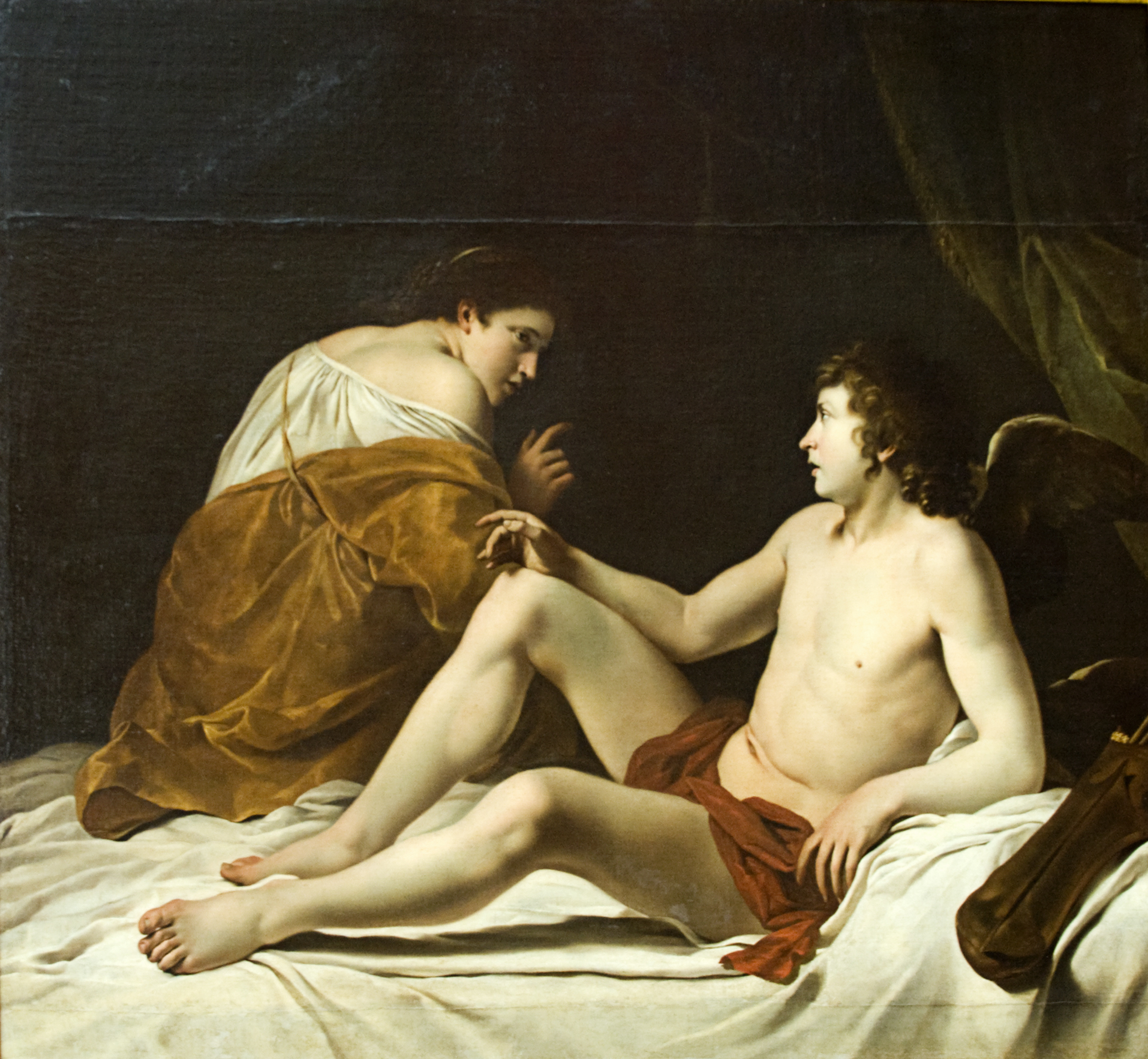
Ораціо Джентілескі. «Амур і Психея», Ермітаж, Санкт-Петербург
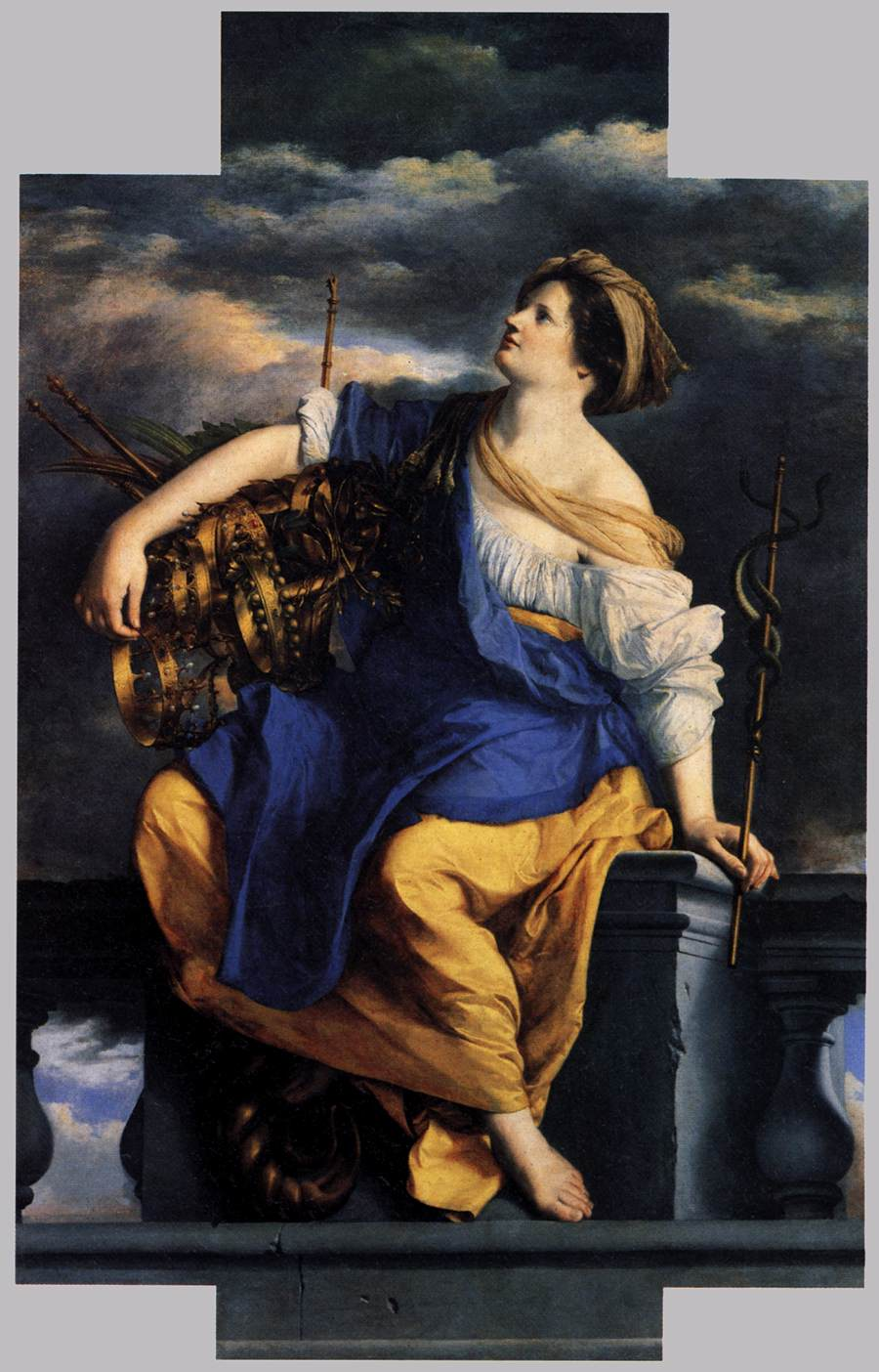
Ораціо Джентілескі. «Алегорія громадського добробуту», Лувр, Париж
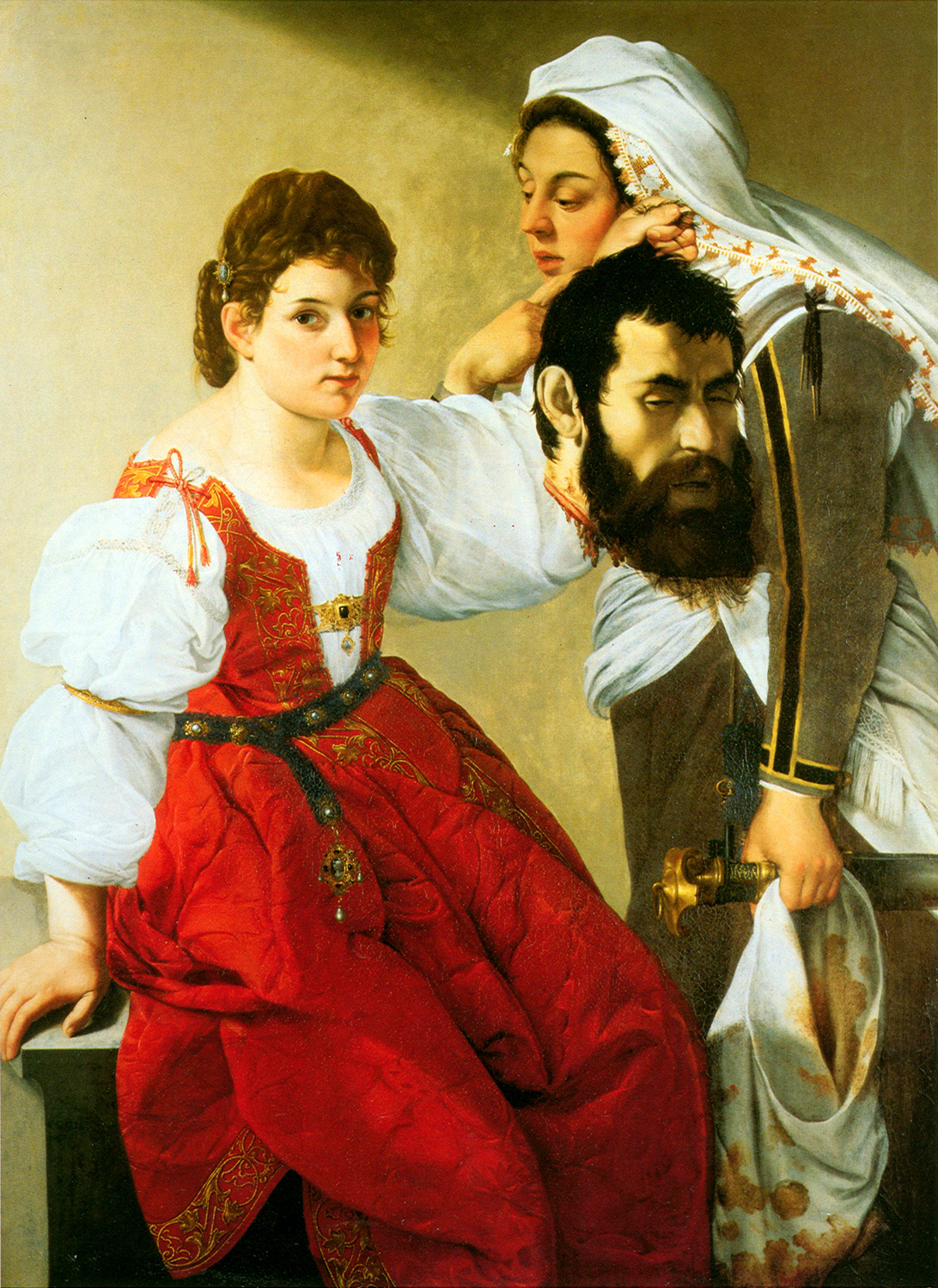
Ораціо Джентілескі.«Юдиф з відрубаною головою Олоферна», до 1610 р., приватна збірка

## Галерея, релігійний живопис

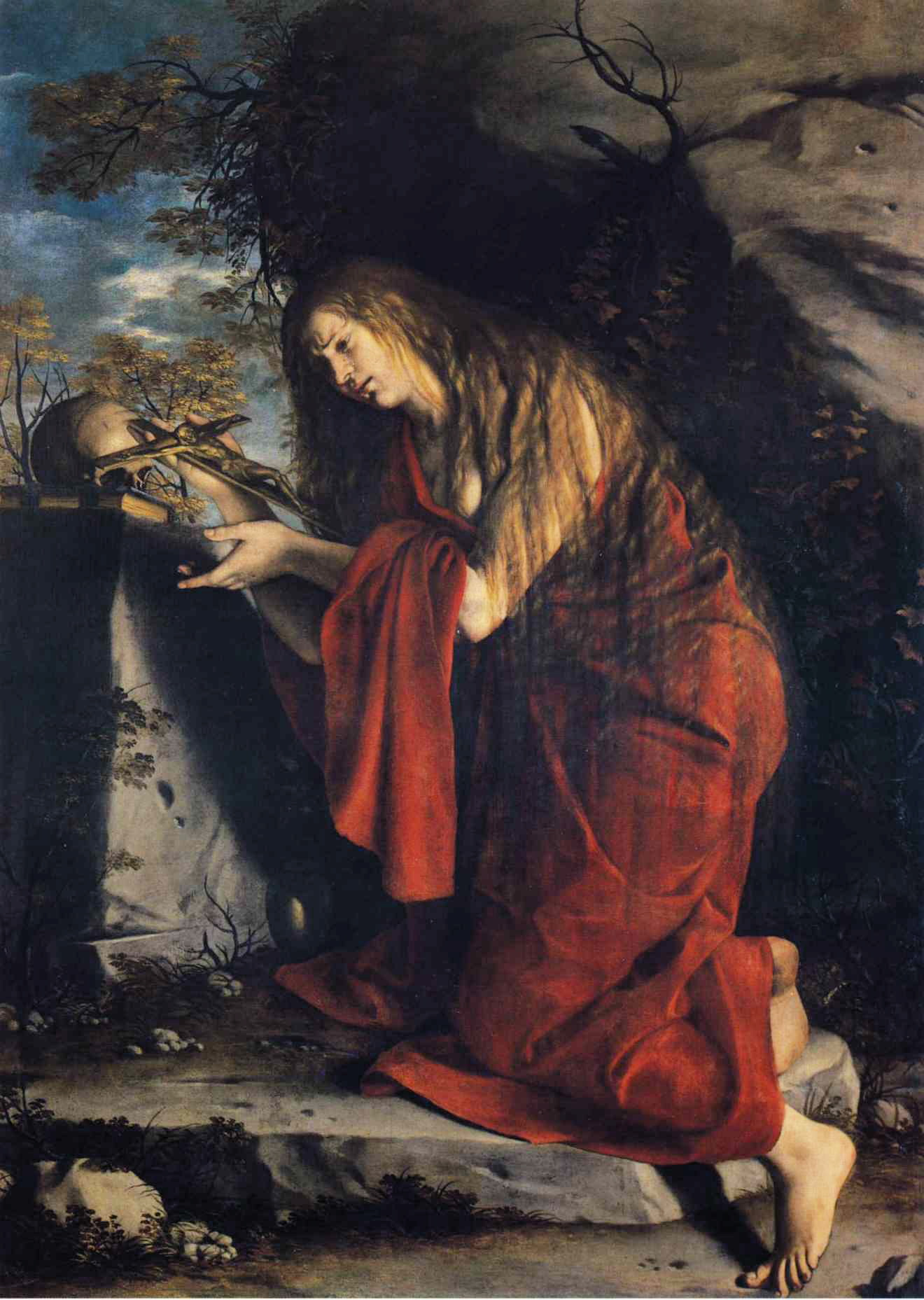
Ораціо Джентілескі. «Марія Магдалина в пустелі», 1615 р., церква Санта Марія Магдалина, Фабріано, Італія

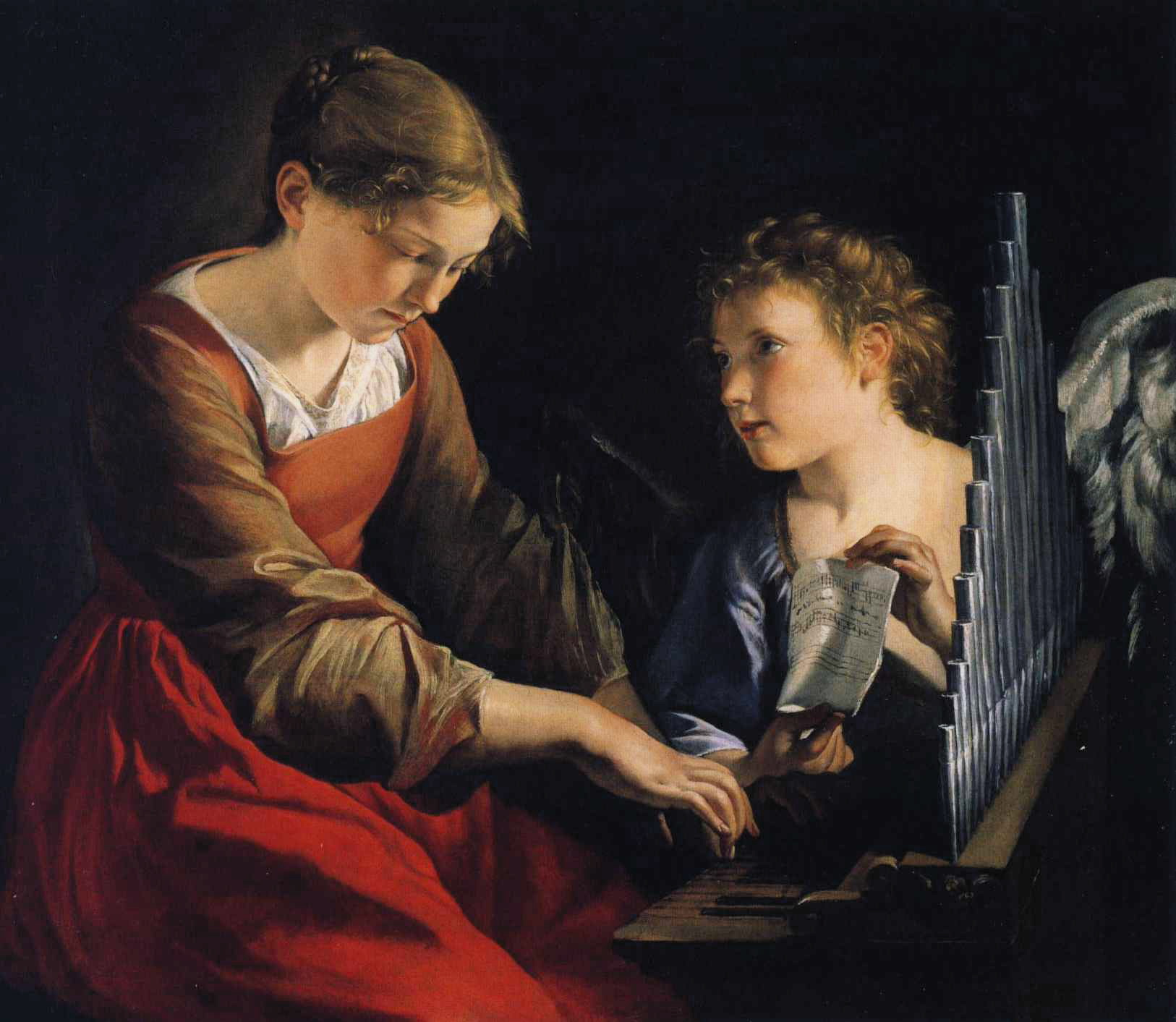
Ораціо Джентілескі. «Св. Цецилія і янгол», до 1621 р., Національна галерея мистецтва, Вашингтон
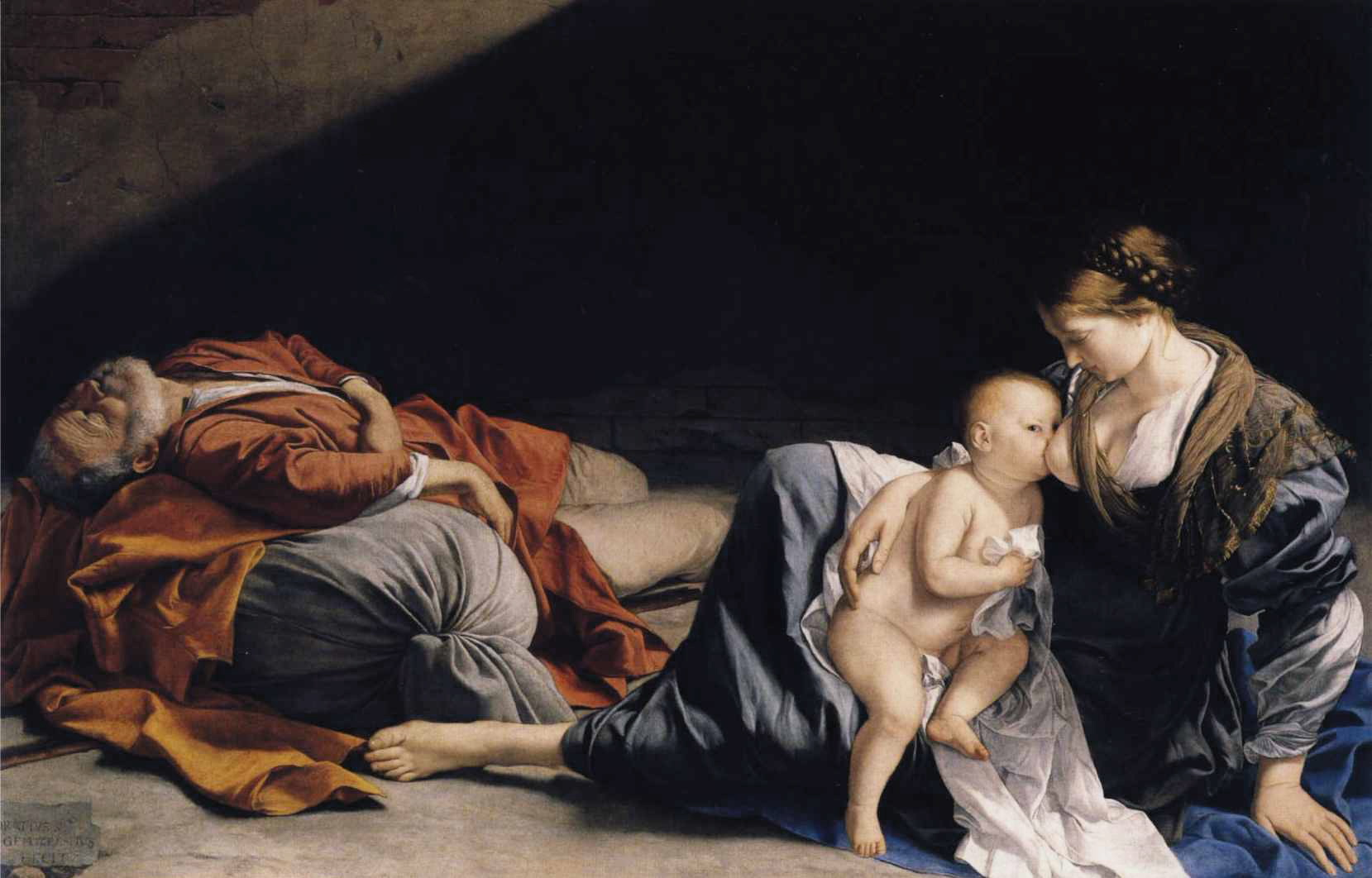
Ораціо Джентілескі. «Відпочинок Св. Родини на шляху до Єгипту», до 1626 р., Музей історії мистецтв, Відень
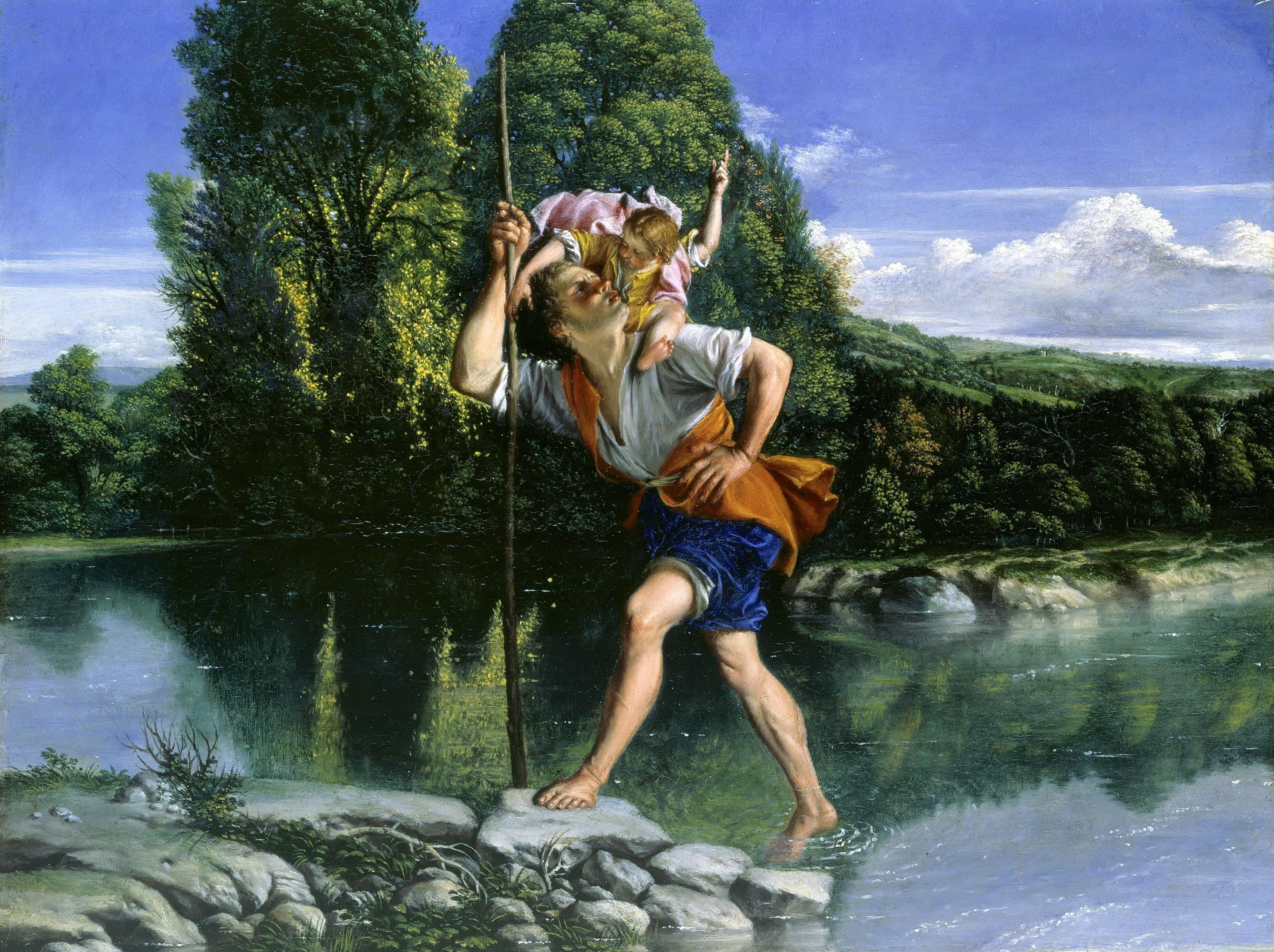
Ораціо Джентілескі. «Св. Христофор у пейзажі», до 1610 р., Берлін
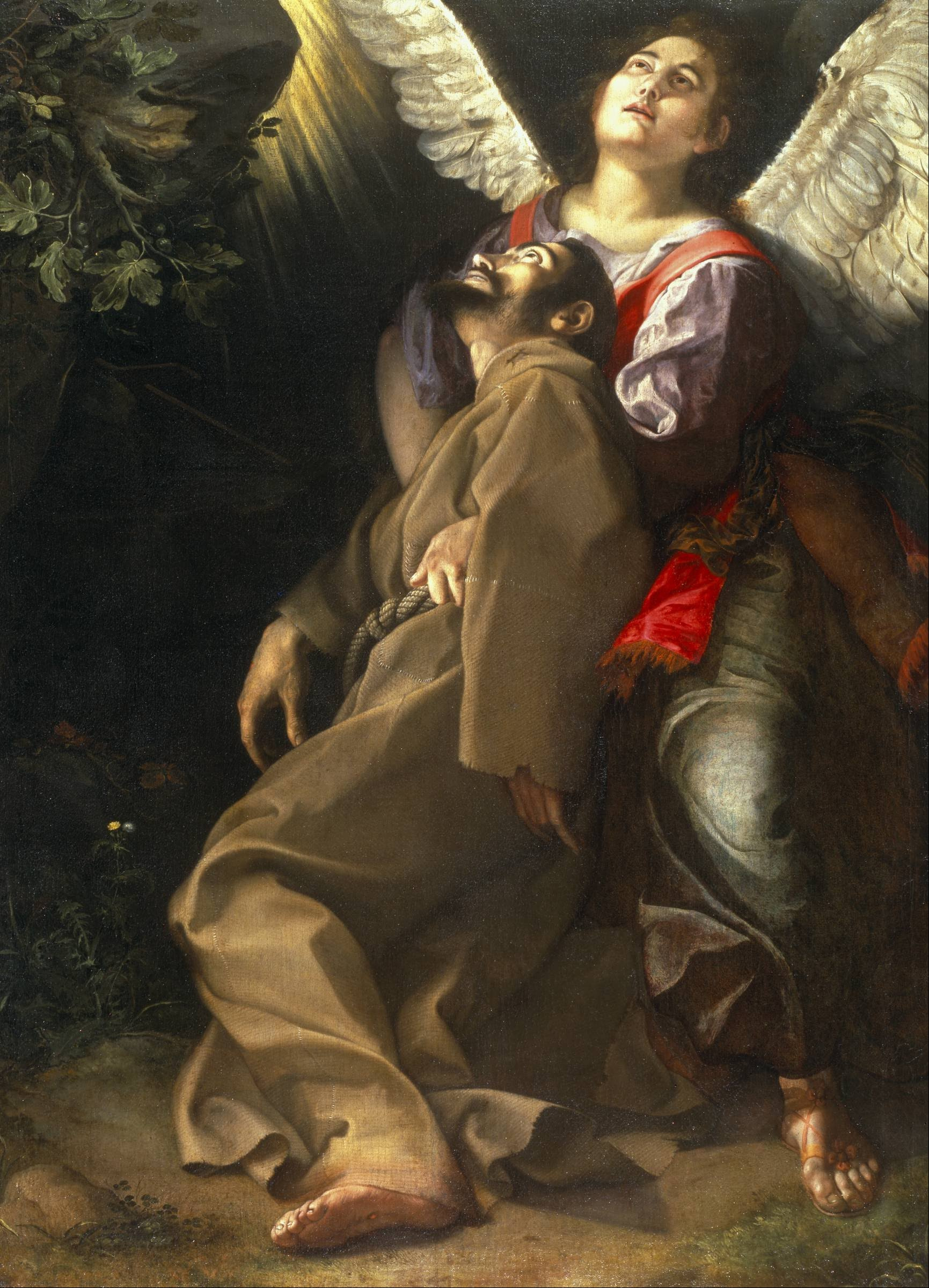
Ораціо Джентілескі. «Стігмати св. Франциска Ассізького», до 1601 р., Хьюстон, США
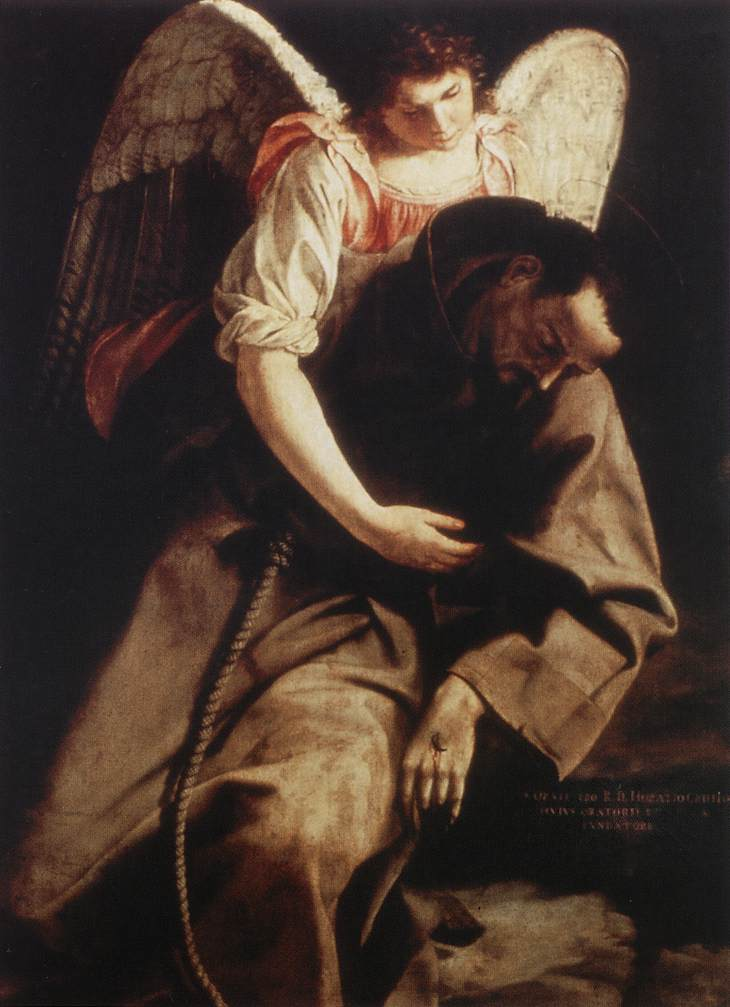
Ораціо Джентілескі. «Екстаз св. Франциска», до 1613 р., Національна галерея старовинного мистецтва (Рим)
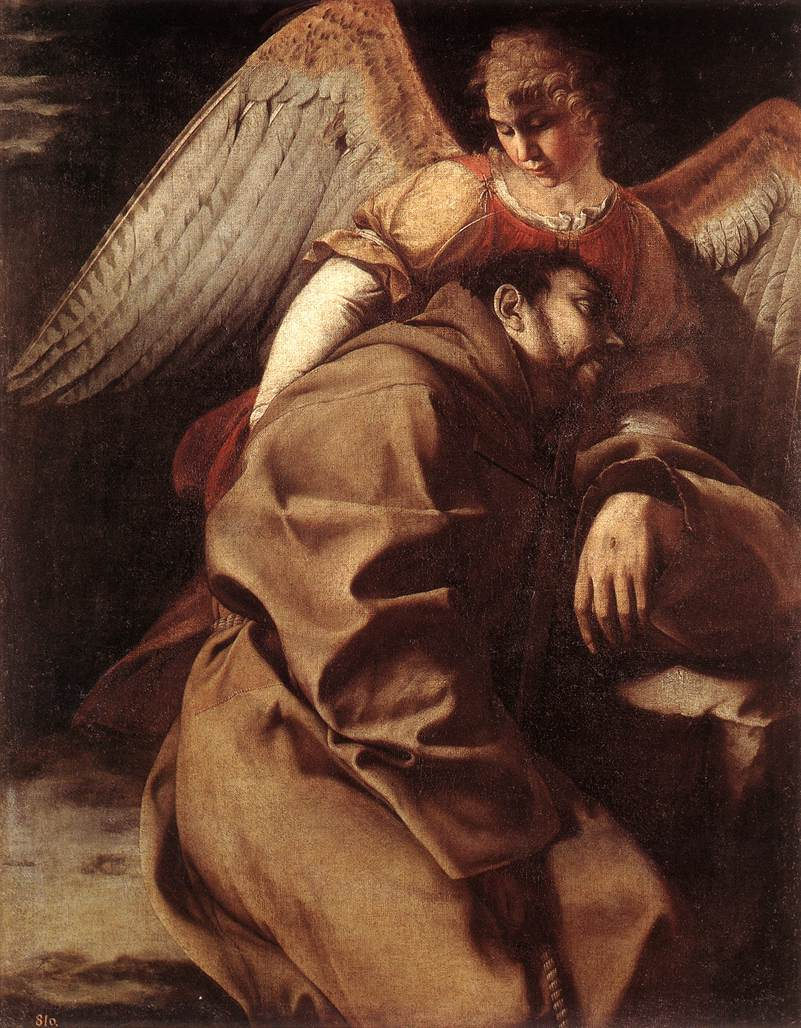
Ораціо Джентілескі. «Св. Франциск Ассізький і янгол», бл. 1603 р., Національний музей Прадо, Мадрид.